# La prima notte del dottor Danieli, industriale, col complesso del... giocattolo
La prima notte del dottor Danieli, industriale, col complesso del... giocattolo è un film del 1970 diretto da Giovanni Grimaldi.

## Trama
Carlo Danieli è un industriale siciliano, donnaiolo superdotato. Sposa la bella Elena, ma la prima notte di nozze scopre che la ragazza è ancora vergine. Abituato a frequentare donne di facili costumi, Carlo resta sconvolto dalla notizia al punto da non riuscire a concludere nulla.
Si confida con un medico, che però ha la chiacchiera facile: in breve la notizia si diffonde. Anche la madre di Elena, donna Virginia, viene a saperlo dalla figlia, e raggiunge la coppia per cercare di aiutarli.
Carlo prova tutti i rimedi possibili, infilandosi in situazioni paradossali, infarcite di doppi e tripli sensi piuttosto grevi. Per cercare di ottenere l'effetto sperato, Carlo Danieli comincia a consumare una notevole quantità di acqua Pozzillo, all'epoca imbottigliata nell'omonima frazione di Acireale, considerata terapeutica per coloro che sono afflitti da problemi di erezione. Tuttavia non cambia nulla.
Sarà donna Virginia a trovare la soluzione: per aiutare il genero a superare il complesso, pagherà una prostituta. Carlo ritroverà così la sua virilità e l'onore perduti.

## Produzione
Il film è stato girato principalmente ad Acireale, mentre altre scene ad Aci Castello, Taormina e nella città di Catania.

## Accoglienza
Il film ebbe un buon successo al botteghino: nelle classifiche degli incassi dell'epoca figurava dietro a M*A*S*H di Robert Altman, e davanti a Il giardino dei Finzi Contini di Vittorio De Sica e a Tora! Tora! Tora! di Richard Fleischer.